# Weiße Flotte (Stralsund)
Die Weiße Flotte GmbH ist ein internationales Reedereiunternehmen mit Sitz in Stralsund, das Personen- und Autofährverkehr sowie Ausflugsfahrten insbesondere entlang der Ostseeküste Mecklenburg-Vorpommerns sowie im Auftrag der Berliner Verkehrsbetriebe (BVG) Fährverkehr in Berlin anbietet. Es ist ein Tochterunternehmen der FRS GmbH & Co. KG in Flensburg.

## Geschichte
Nach dem Zweiten Weltkrieg wurde im Jahr 1945 zunächst unter der Bezeichnung „Arbeitsgemeinschaft Binnenschiffahrt Körperschaft des öffentlichen Rechts“ mit Sitz in Berlin in einem bescheidenen Umfang die Schifffahrt von privaten Schiffseignern wieder aufgenommen. Am 27. Oktober 1949 entstand in der inzwischen gegründeten DDR das staatliche Unternehmen „Deutsche Schiffahrts- und Umschlagsbetriebs-Zentrale“ (DSU) mit der Hauptniederlassung in Stralsund. Diesem Unternehmen wurde der gesamte Gütertransport und der Personenverkehr auf den Binnenwasserstraßen der DDR übertragen.

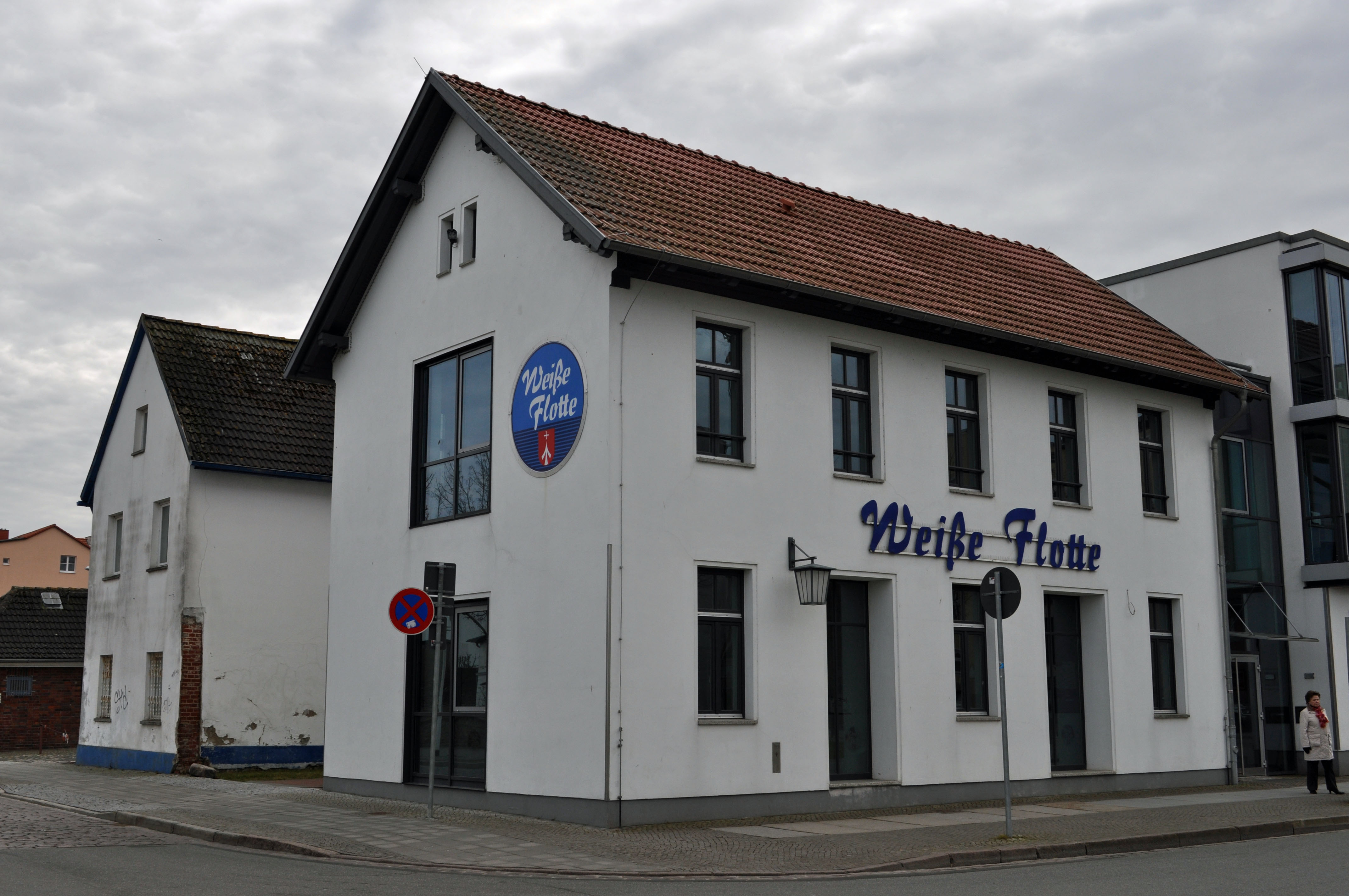
Altes Verwaltungsgebäude der Weißen Flotte in Stralsund

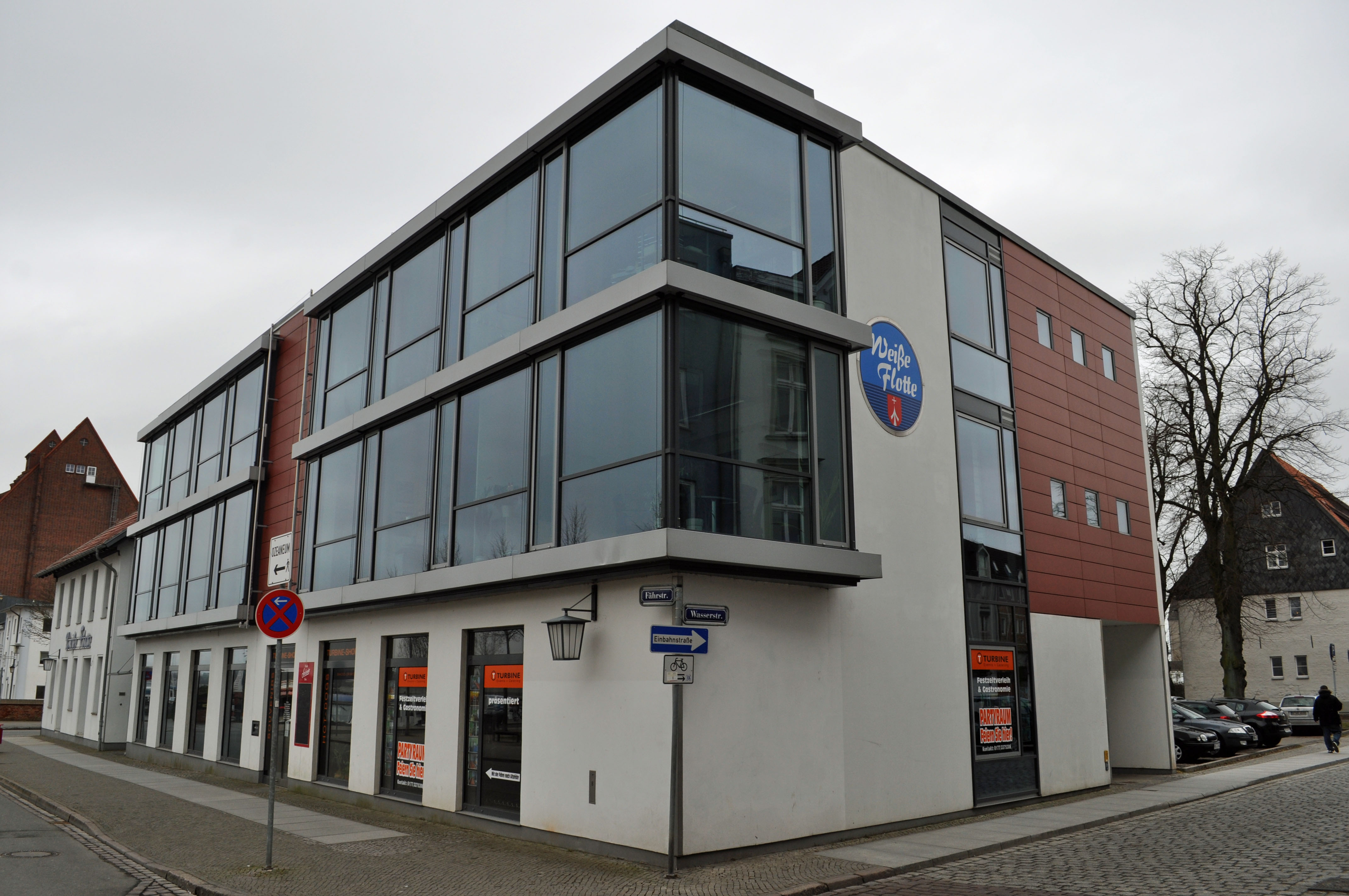
Neues Verwaltungsgebäude der Weißen Flotte Stralsund

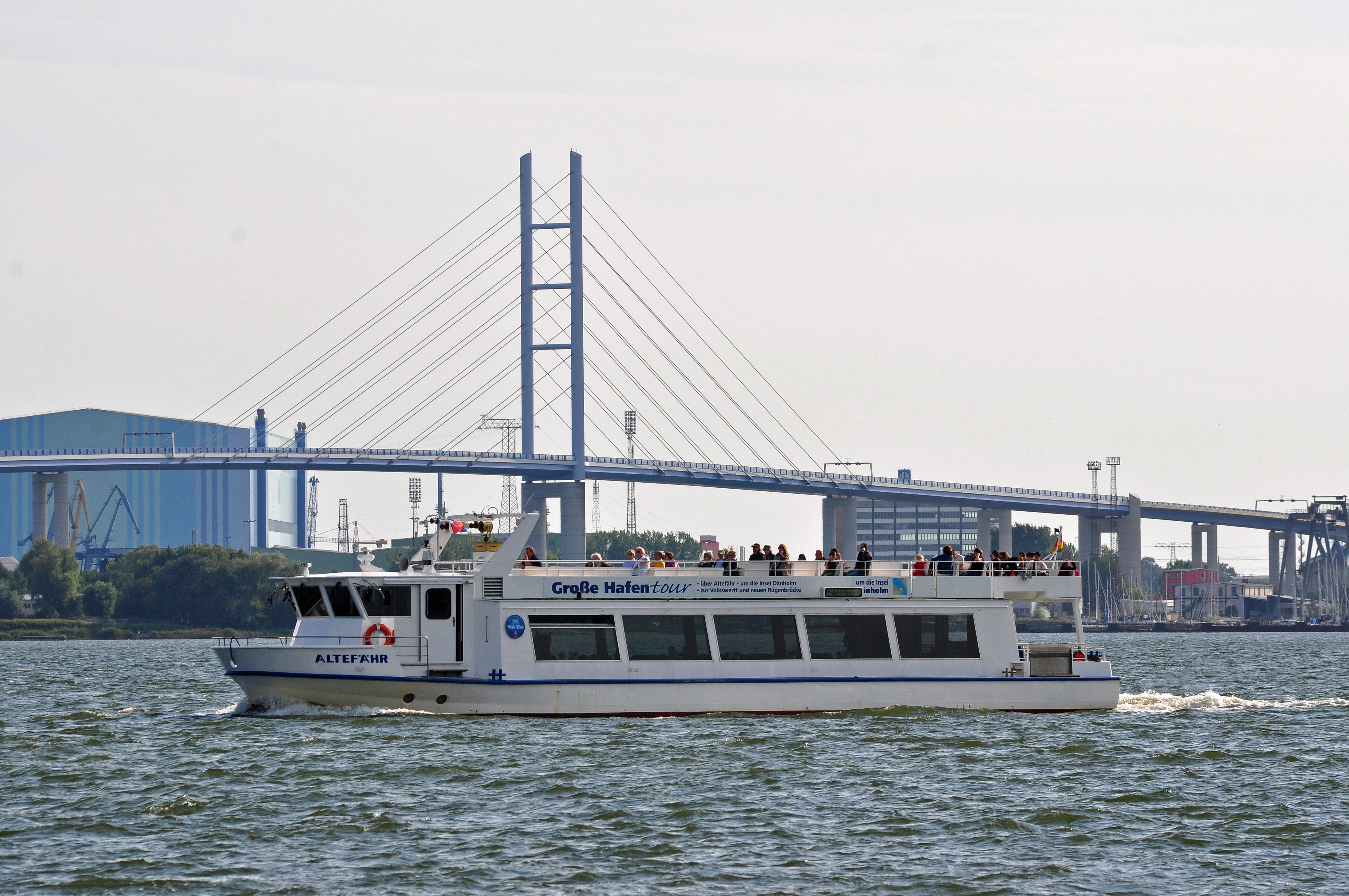
Altefähr (2012)

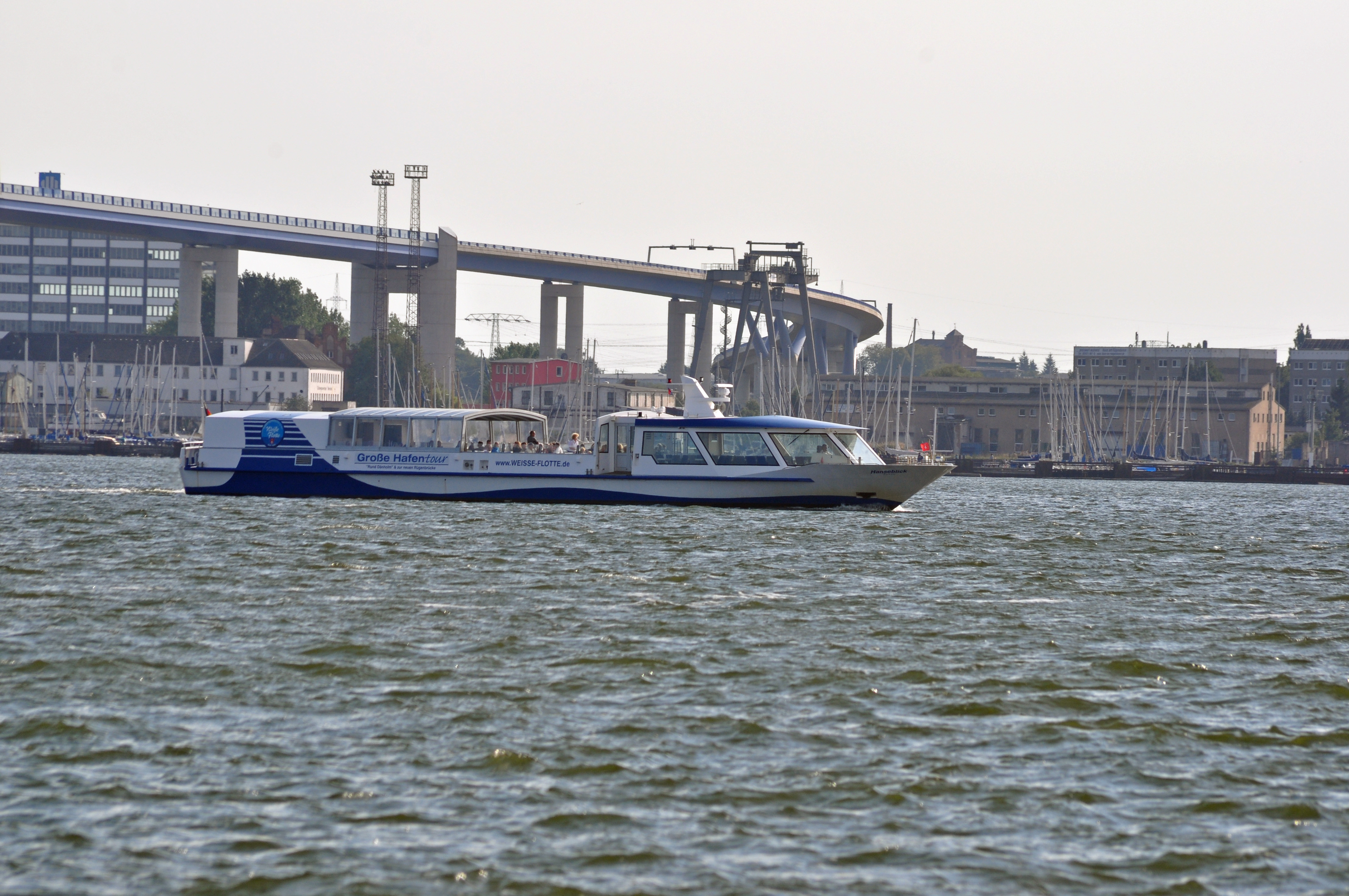
Hanseblick (2012)

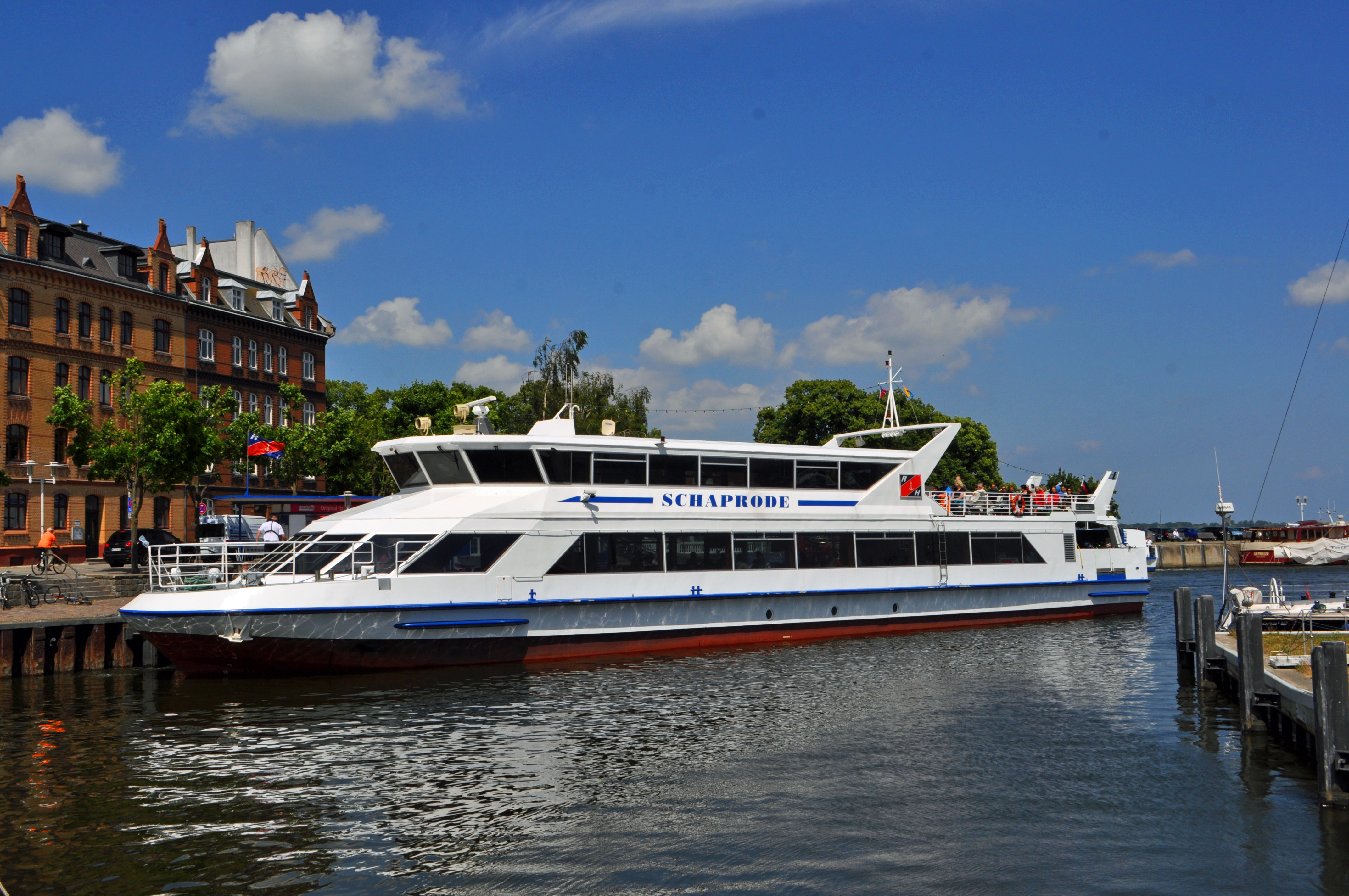
Schaprode (2013)

Am 1. Januar 1957 gegründet, sollte der VEB Fahrgastschiffahrt Stralsund „Weiße Flotte“ mit Sitz in Stralsund den überwiegenden Teil des Ausflugs- und Linienverkehrs mit Schiffen entlang der gesamten DDR-Ostseeküste übernehmen. Das Unternehmen arbeitete im ersten Jahr mit zunächst elf Angestellten und weiteren 17 Mitarbeitern sowie zehn Motorschiffen, die 1511 Plätze boten.
Im Laufe der Jahre wurden entlang der Ostseeküste Zweigstellen eingerichtet und die Schiffe modernisiert sowie das Personal aufgestockt. Zu den damaligen Linien und Ausflugsfahrten gehörten unter anderem Ausflüge nach Gedser, Fehmarn und Møn, Rundfahrten um Rügen und Hiddensee, Hochseefahrten und Hafenrundfahrten. Nach umfangreichen Modernisierungen der Schiffe der „Weißen Flotte“ 1958/1959 und der Aufnahme des Fährverkehrs nach Altefähr, z. B. mit dem Stralsunder, wuchs der Schiffsbestand Anfang 1959 auf 17 Schiffe mit zusammen 2488 Fahrgastplätzen an. Drei Jahre später stieg der Bestand an Fahrgastschiffen durch die Übernahme der Genossenschaftsreederei Hiddensee GmbH Vitte auf 23 an. Nun waren insgesamt 3251 Plätze verfügbar. 1961 kamen aus Roßlau an der Elbe zwei Tragflügelboote TF 10-1 und TF 10-2 zur „Weißen Flotte“, die in Rostock auf der Unterwarnow zwischen Kabutzenhof und Warnemünde eingesetzt wurden. Ende 1963 fuhren 36 Fahrgastschiffe mit 4740 Plätzen und zwei Frachter auf insgesamt 44 Linien der „Weißen Flotte“.
Im Jahr 1974 wurde die „Weiße Flotte“ durch den Kauf von drei Tragflügelbooten vom Typ Kometa-M weiter modernisiert. Die in der UdSSR auf der Werft Poti (Georgische SSR) gebauten Schiffe waren für den Schnellverkehr auf der Linie Stralsund – Sassnitz – Stettin bzw. Rostock – Wismar bestimmt. Mit einer Geschwindigkeit von 32 Knoten (60 km/h) brauchten diese Boote beispielsweise für die Strecke Stralsund – Sassnitz – Swinemünde nur rund vier Stunden und waren damit weitaus schneller als die langsameren Seebäderschiffe.
Mit einer Flotte von drei Tragflügelbooten, 31 Fahrgastschiffen, sieben Fährschiffen, zwei Frachtern und einer Fährschubeinheit für Schwerlasttransporte wurden 1989 4,7 Millionen Fahrgäste auf 85 Routen befördert.
1990 wurde das Unternehmen privatisiert und durch den Reedereiverbund Förde Reederei Seetouristik (FRS) aus Flensburg übernommen. Der Traditionsname „Weiße Flotte“ blieb dabei erhalten. Sämtliche alten Schiffe wurden verkauft und gegen neue modernere und komfortablere Schiffe ausgetauscht.
Die Präsidentin des Kreistages Rügen, Gesine Skrzepski, eröffnete 1994 den neuen Anleger für die Wittower Fähre.
Im Jahr 1995 wurde die Reederei Hiddensee GmbH als Tochterunternehmen der Weißen Flotte gegründet. Die Reederei Hiddensee betreibt den Linienverkehr von Zingst, Wiek, Stralsund und Schaprode in Richtung Insel Hiddensee. Durch die Gründung der Reederei Hiddensee verlagerte sich das Aufgabengebiet der „Weißen Flotte“ auf den Fährverkehr (über den Strelasund: Glewitz – Stahlbrode, über den Neuen Strom in Rostock: Warnemünde – Hohe Düne sowie die Wittower Fähre auf Rügen) und den Ausflugsverkehr auf der Ostsee.
Durch Investitionen in den Bau von Fahrgastschiffen wurde die Schiffsflotte um zahlreiche Boddenkreuzer (Insel Hiddensee, Gellen, Schaprode, Hansestadt Stralsund) erweitert, außerdem wurden zwei Taxiboote für den Transport von je bis zu 20 Personen für den Schnellverkehr zwischen dem Festland, der Insel Rügen und der Insel Hiddensee zum Einsatz gebracht.
Eine erneute Modernisierung und Erweiterung der Schiffsflotte wurde 1996 vorgenommen. Die „Weiße Flotte“ stellte ein Passagierschiff für den Stralsunder Hafen mit dem Namen Altefähr für den Fährverkehr Stralsund – Altefähr, Hafenrundfahrten und Charterfahrten und den modernsten Katamaran Deutschlands in Dienst. Der Katamaran erhielt den Namen Hanse Jet. Mit diesem Neubau bot sich die Gelegenheit, nach Dänemark, Usedom, Polen und Fehmarn zu fahren. 1997 kam ein weiterer Katamaran mit dem Namen Baltic Jet hinzu. Außerdem wurde in diesem Jahr die Autofährverbindung Schmarl – Oldendorf über die Unterwarnow in Rostock als Teil des ÖPNV-Angebotes innerhalb des Verkehrsverbundes Warnow in Betrieb genommen.
Mit der Flying-Adler-Line Weiße Flotte wurde 1998 ein gemeinsames Unternehmen gegründet, das Ausflugsfahrten auf der Strecke Sassnitz – Swinemünde anbot. Nach dem Auslaufen der Duty-free-Regelungen bei Reisen innerhalb der EU im Juli 1999 fuhr der Katamaran Baltic Jet nun nicht mehr auf der Route Warnemünde – Gedser, sondern von Warnemünde nach Kopenhagen.
2000 wurden die beiden Fahrgastschiffe Gellen und Schaprode umgebaut und dabei jeweils um acht Meter verlängert. 2003 wurde das Fahrgastschiff Altefähr ebenfalls umgebaut und dabei um sechs Meter verlängert.
Zum 1. Januar 2014 (bzw. mit Saisonstart 2014) wurde der Betrieb auf den ÖPNV-Fährlinien F11, F12, F21 und F23 in Berlin im Auftrag der Berliner Verkehrsbetriebe (BVG) innerhalb des Verkehrsverbundes Berlin Brandenburg (VBB) aufgenommen. Die Verkehrsleistungen waren zuvor ausgeschrieben worden, als die Verträge mit dem Altbetreiber ausliefen.

## Schiffe / Linien
Das Unternehmen betreibt mehrere Auto- und Personenfähren entlang der Ostseeküste Mecklenburg-Vorpommerns.

### Autofähren
- Autofähre in Rostock: Warnemünde – Hohe Düne

Die beiden Fährschiffe Breitling und Warnow, die zwischen den Ortsteilen Ostseebad Warnemünde und Hohe Düne pendeln, wurden 1994 und 1995 auf der Oderwerft Eisenhüttenstadt gebaut. Die technischen Daten der Schiffe sind identisch. Die Schiffe haben eine Länge von 38 m und eine Breite von 11,6 m, sie bieten Platz für 150 Personen und 25 Pkw. Die Dieselmotoren erreichen eine Leistung von 3 × 186 kW, mit der eine Geschwindigkeit von 7,5 kn gefahren werden kann.
- Autofähre über den Strelasund: Stahlbrode – Glewitz

Auf der Strecke zwischen Stahlbrode und Glewitz (Greifswalder Bodden) verkehren drei Fährschiffe, die Glewitz, die Stahlbrode und die Stralsund. Die Fähren Glewitz und Stahlbrode wurden im Jahr 1965 auf einer Werft in Schweden gebaut. Sie haben eine Länge von 58,3 m und eine Breite von 12,2 m. Sie können 300 Personen sowie 45 Pkw transportieren. Mit der Maschinenleistung von 3 × 110 kW erreichen sie eine Geschwindigkeit von 7 kn. Die Stralsund, 1963 ebenfalls auf der schwedischen Werft gebaut, ist 41 m lang und 11,4 m breit. Sie bietet Platz für 50 Personen und 30 Pkw. Die beiden Maschinen haben je eine Leistung von 144 kW. Das Schiff kann eine Geschwindigkeit von 7 kn erreichen.
- Autofähre: Wittow Nord – Wittow Süd (Rügen)

Die Strecke auf Rügen, die als „Wittower Fähre“ bezeichnet wird, wird vom Fährschiff Wittow bedient. Es wurde im Jahr 1996 auf der Oderwerft Eisenhüttenstadt gebaut. Das Schiff hat eine Länge von 38 m sowie eine Breite von 12 m und kann 150 Personen sowie 45 Pkw transportieren. Die Motoren erzeugen eine Leistung von 3 × 186 kW, wodurch das Fährschiff eine Geschwindigkeit von 7,5 kn erreichen kann.

### Personenfähren
- Personenfähre: Stralsund – Altefähr

Das Personenfährschiff „Altefähr“ wurde 1996 auf der WBG Werft Berlin gebaut. Es besitzt eine Länge von 21,5 m und eine Breite von 5,5 m. Auf ihm finden 225 Personen Platz. Mit ihrer Maschinenleistung von 187 kW erreicht das Schiff eine Geschwindigkeit von 11 kn.
Mit diesem Schiff werden auch Hafenrundfahrten in Stralsund angeboten.
Als FährBär wird eine Serie von elektrisch betriebenen Solarfähren in Berlin bezeichnet. Seit 2014 verkehren sie im Auftrag der BVG auf vier Fährlinien. Die Schiffe wurden von der BVG gechartert und gehören der Weißen Flotte in Stralsund. 
- Personenfähre: F11 Berlin, Wilhelmstrand – Berlin, Baumschulenstraße (im Auftrag der Berliner Verkehrsbetriebe (BVG))
- Personenfähre: F12 Berlin, Müggelbergallee – Berlin, Wassersportallee (im Auftrag der Berliner Verkehrsbetriebe (BVG))
- Personenfähre: F21 Berlin, Krampenburg – Große Krampe – Berlin, Zum Seeblick (im Auftrag der Berliner Verkehrsbetriebe (BVG))

Bildbeispiele
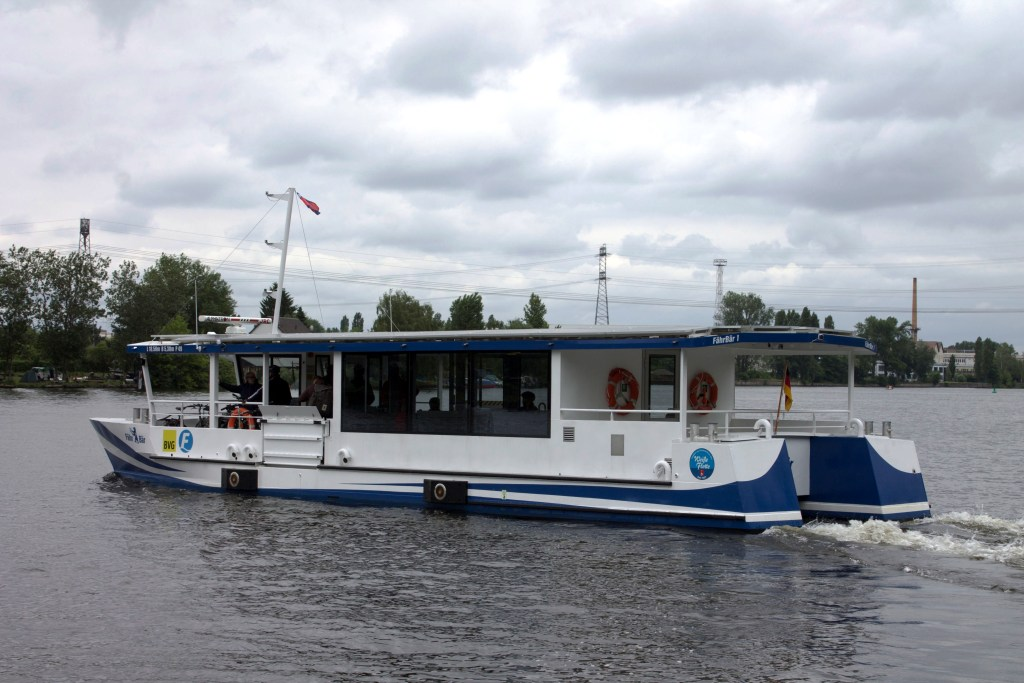
Backbordseite des Solarkatamarans, gut sichtbar sind die zwei Haltemagnete
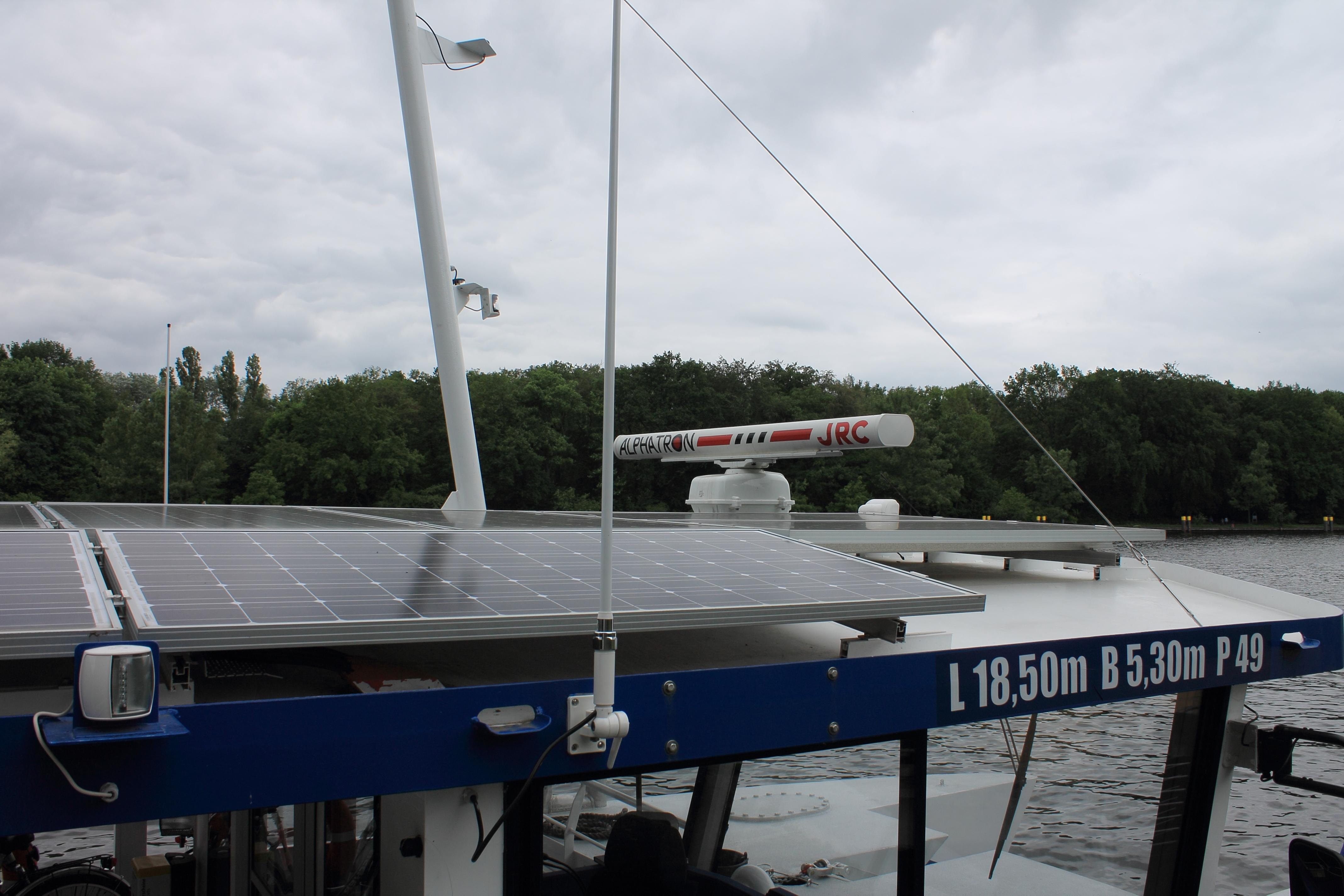
Blick auf die Solarzellen der Berliner Solarfähre FährBär 1 auf der Spree

- Personenfähre: F23 Berlin, Müggelwerderweg – Müggelhort – Neu Helgoland – Berlin, Kruggasse (im Auftrag der Berliner Verkehrsbetriebe (BVG))
- Personenfähre: F24 Berlin, Rahnsdorf Kruggasse-Müggelheim Spreewiesen – im Auftrag der Berliner Verkehrsbetriebe (BVG) –  hier verkehrt mit dem Ruderboot Paule III die einzige deutsche Ruderfähre im Linienverkehr.

### Schiffe und Boote
Zum Bestand der Weißen Flotte gehören bzw. gehörten folgende Schiffe bzw. Schiffsklassen:
Die Seebäderschiffe :
Ostseebad Warnemünde
Ostseebad Binz
- Deutsch-Sowjetische Freundschaft
- Wittow
- Ostseeland II
- Undine
- Insel Hiddensee
- FährBär
- Der Stralsunder
- Swanti
- Dornbusch
- Hanse Jet II
- Kleine Freiheit

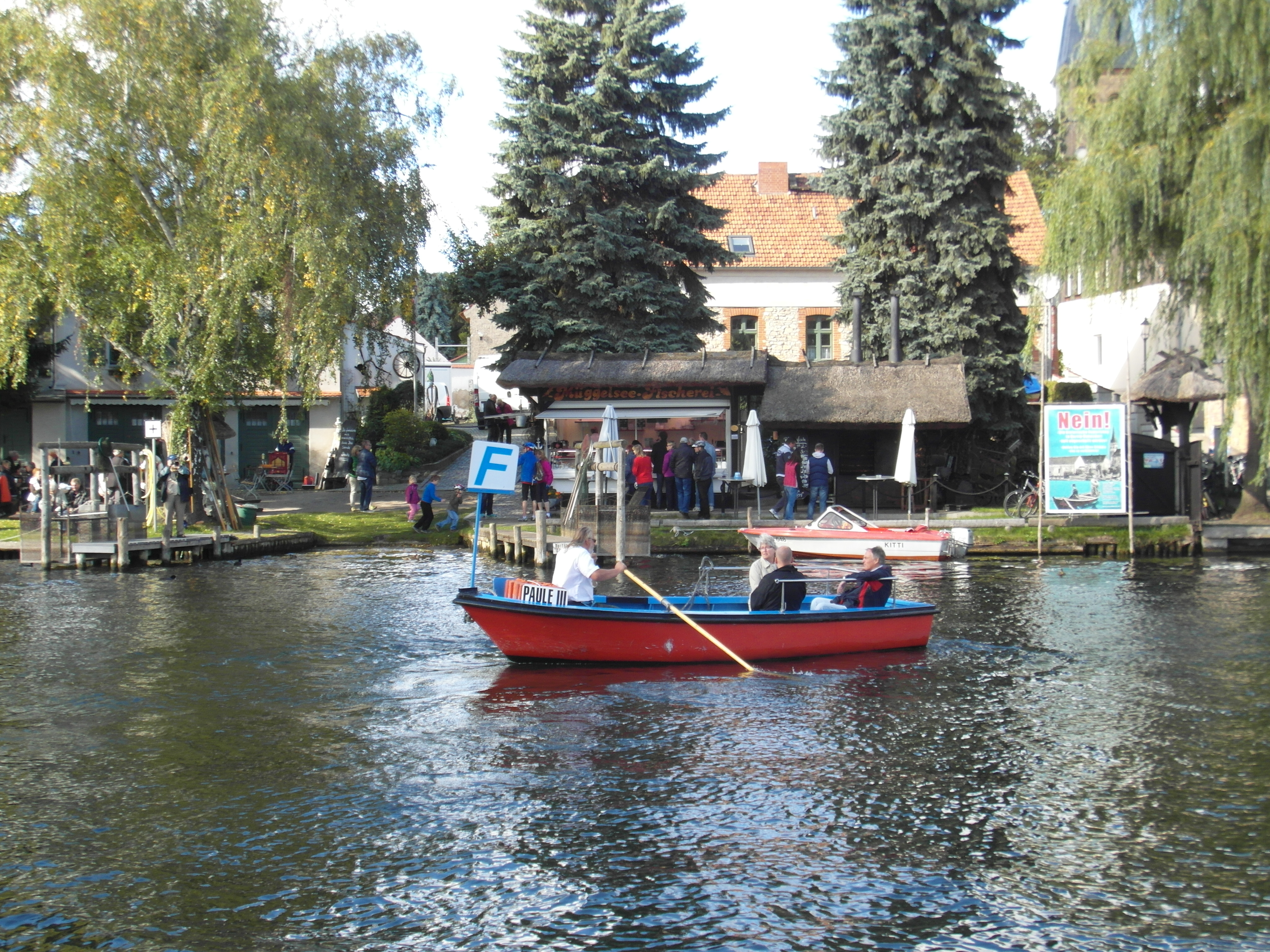
Fährlinie F24, Ruderboot Paule III, die einzige deutsche Ruderfähre im Linienverkehr.

- Ruderboot Paule III, die einzige deutsche Ruderfähre im Linienverkehr.